# Gonioscelis hispidus
Gonioscelis hispidus là một loài ruồi trong họ Asilidae. Gonioscelis hispidus được Wiedemann miêu tả năm 1819.